# Ennordres
Ennordres település Franciaországban, Cher megyében. Lakosainak száma 206 fő (2022. január 1.). Ennordres Aubigny-sur-Nère, La Chapelle-d’Angillon, Ivoy-le-Pré, Ménétréol-sur-Sauldre, Oizon, Presly és Sainte-Montaine községekkel határos.

## Népesség
A település népessége az elmúlt években az alábbi módon változott:
| Lakosok száma | 396  | 589  | 242  | 226  | 217  | 208  | 210  | 212  | 210  | 206  |
|               | 1968 | 1982 | 1990 | 2006 | 2013 | 2015 | 2017 | 2019 | 2020 | 2022 |